# Cartes postales durant la Première Guerre mondiale
Née en Autriche en 1869, la carte postale est l'un des témoins principaux de la Première Guerre mondiale et joue un rôle important. Elle connaît son « âge d'or » de 1900 à 1930 : on compte une production massive de cartes postales dès 1910 avec 800 millions de cartes produites chaque année en France et un milliard en Allemagne. Son développement est surtout favorisé par son très faible coût et par son aspect pratique.
Elle joue plusieurs fonctions importantes durant la Première Guerre mondiale. Premièrement, elle met en contact les soldats du Front avec l'arrière et inversement. Ensuite, elle fait office d'outil de propagande, d'information et de communication pour les deux camps qui s'affrontent. Les cartes postales sont aussi un témoignage de la culture de guerre en exposant des représentations caricaturales et stéréotypées des camps ennemis.
C'est par son contenu photographique, qui matérialise tous les aspects d'une guerre, et par l'illustration de la vie quotidienne durant celle-ci, que les cartes postales constituent un trésor historique. Elles sont, tout comme les journaux, les photos, les biographies, etc., une source d'information continue sur la Première Guerre mondiale, où l'on aperçoit la dure réalité du conflit.

## Outil de mise en relation du front avec l'arrière
Après la création de la carte postale en Autriche-Hongrie en 1869, elle est diffusée tout d'abord lors de la guerre franco-prussienne de 1870 puis au moment de la Première Guerre mondiale.
Durant celle-ci, 4 à 5 millions de cartes postales sont diffusées pour 10 milliards de correspondances pendant la guerre. Avec 1 800 modèles différents, elle donne un aperçu des villes, des bombardements, des monuments. La carte postale a un format 9 × 14 cm sur papier bristol. Petite et pratique, la carte postale est composée au recto d'une illustration, laquelle est soit un dessin soit un cliché pris par les photographes de guerre. Ces photographies sont rares à cause des règles imposées par les gouvernements aux militaires. Au verso, la carte postale est divisée en deux, un côté pour la correspondance et l'autre pour l'adresse du destinataire.
Les personnes qui distribuent ces cartes postales et ces correspondances sont des vaguemestres. Ils servent alors de lien entre l'arrière et le front, distribuant à la fois les bonnes et les mauvaises nouvelles. L'absence de courriers chez les soldats est très mal vécue car cela marque leur isolement de la vie quotidienne. En effet, s'ils ne reçoivent pas de cartes postales, c'est parce qu'au-delà du front, personne ne pense à eux. Cet isolement a de lourdes répercussions telles que la perte d'envie de combattre et c'est pour cela que mieux valait recevoir une mauvaise nouvelle que rien du tout. L'écriture de correspondances au dos des cartes postales est un moyen pour les hommes au front de s'évader et de sortir de ce quotidien macabre.

## Outil de propagande

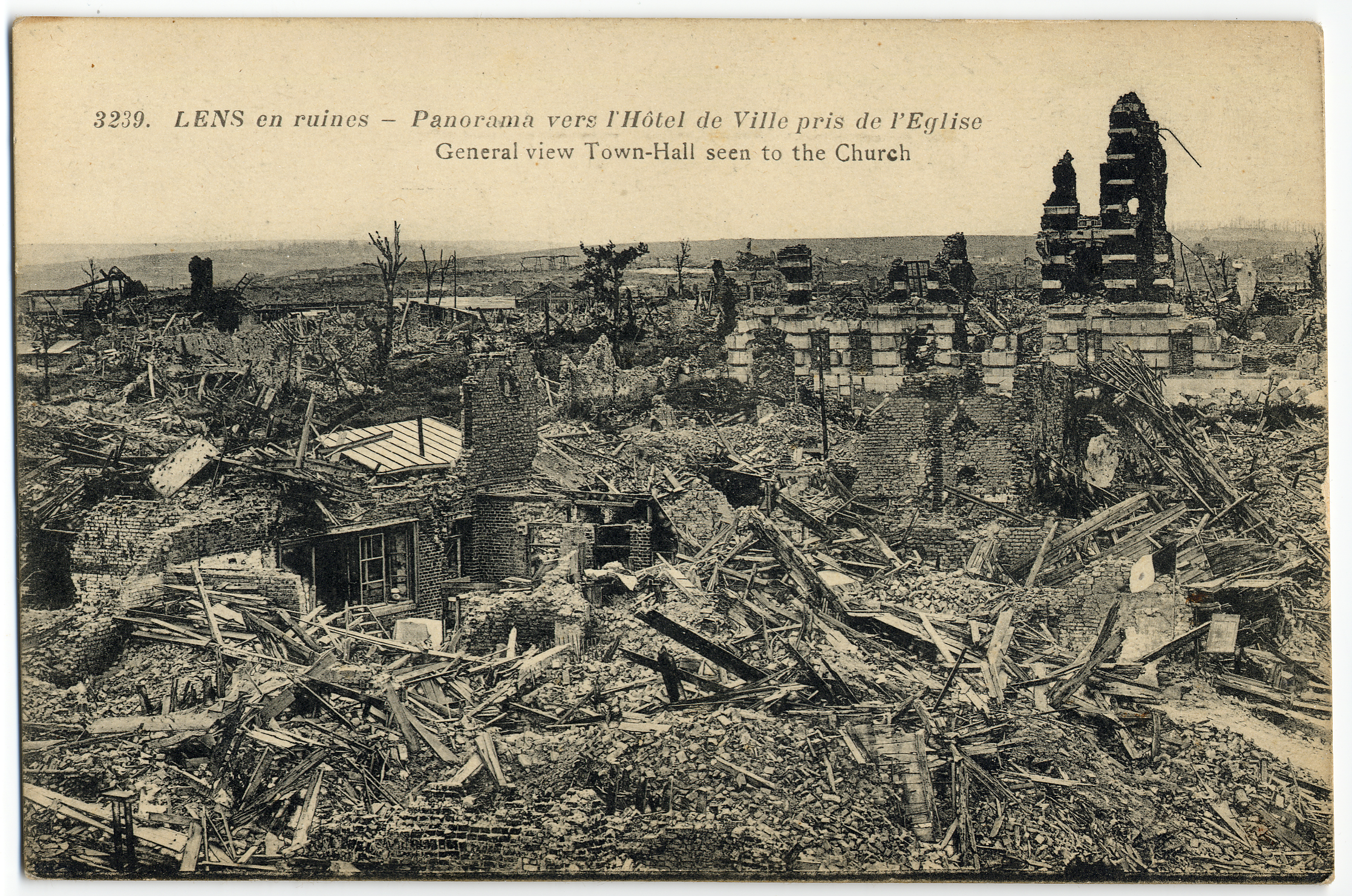
Carte postale de Lens durant la Première Guerre mondiale.

Les cartes postales représentent des témoignages de cultures de guerre. Leurs illustrations jouent un rôle majeur durant la guerre grâce à leur très grande diffusion. Les trois formes de cartes les plus répandues sont satiriques, fantaisistes et patriotiques. Elles participent toutes au « bourrage de crâne », destiné à endoctriner la population, et alimentent le discours germanophobe en reprenant des clichés publiés dans la presse. Les cartes postales cherchent à donner une idée des dévastations tout en les dénonçant. En France, les cartes montrent souvent des ruines de bâtiments religieux afin de présenter les Allemands comme des barbares. Les cartes postales françaises s'inscrivent dans une dénonciation plus globale des destructions commises par les Allemands comme à Reims, Soissons ou Verdun. Par rapport à d’autres thèmes surveillés par la censure, celui des ruines n’est pas interdit mais au contraire valorisé et instrumentalisé : 60 % de l'ensemble des vues topographiques présentées dans les cartes postales montrent en effet ces destructions. 
Les cartes postales jouent sur le patriotisme et le nationalisme : en représentant des incendies, des bombardements, la désolation et aussi la mort. Elles représentent par ailleurs des scènes de vie quotidienne des soldats dans les tranchées ou avec leur famille où on voit des soldats portant leurs enfants, sourire aux lèvres. Certaines montrent des images plus tragiques des civils qui subissent des bombardements ou les atrocités commises par l'ennemi. Le contenu de la correspondance se trouvant sur les cartes est tout aussi important, elles permettent également de percevoir la réalité de la Première Guerre mondiale. 

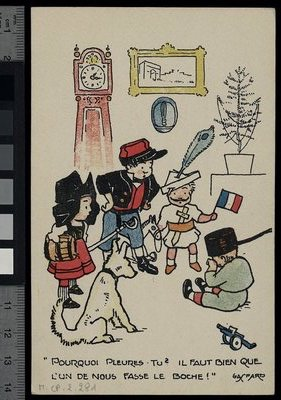
Carte postale française de propagande à la sortie du conflit.

Elles incitent les civils à contribuer ainsi à la mobilisation et au combat car la destruction du patrimoine culturel touche à leur identité nationale. Ces cartes permettent donc de contribuer à entretenir la haine contre les Allemands et apporter la preuve par l’image de la barbarie de l’ennemi. Au-delà de l'iconographie elle-même, la légende qui accompagne celle-ci est bien souvent une phrase satirique qui a aussi pour but de dénigrer l'ennemi.

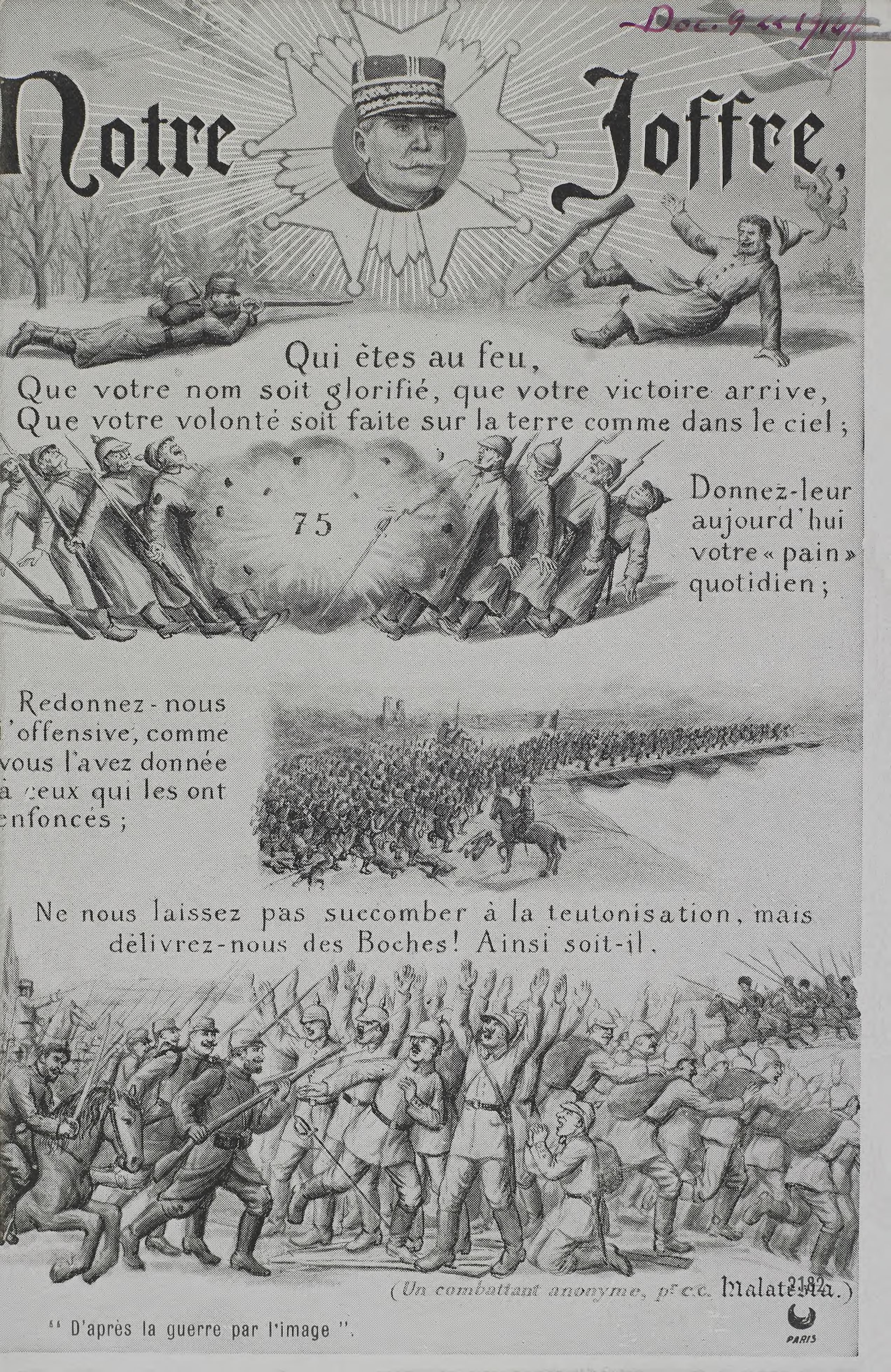
Carte postale de propagande française à la gloire du chef militaire Joseph Joffre.

Dès les premières semaines de la guerre, les cartes permettent de tourner l'ennemi allemand en dérision notamment dans des caricatures. Les motifs guerriers, représentations des batailles et des chefs militaire diminuent dans l'iconographie à partir de 1915 au profit du « folklore » des tranchées. Celui-ci exprime le vécu et les valeurs des soldats comme la camaraderie virile, les jeux de cartes, la consommation de cigarettes et d'alcool. Cette évolution marque le fossé croissant entre l'arrière (monde des femmes et enfants) et le front (monde d'hommes). Les cartes sont pour les historiens un témoignage concret d'une culture de guerre dans la mesure où elles traduisent les sentiments d'une partie de la population française qui est dans l'acceptation globale de la guerre.

## Une correspondance souvent censurée
La censure postale est un outil de contrôle indispensable pour les gouvernements en temps de guerre. Elle sert à protéger les secrets militaires et à éviter au gouvernement d'être critiqué. 
Les cartes postales, moyen d'entretenir les liens entre les soldats au front et leurs proches à l'arrière et inversement (comme ce fut le cas avec les lettres), sont soumises au contrôle des autorités militaires. En outre, les hommes au front savent pertinemment que tout ne pouvait pas être dit alors ils s’autocensurent. Ils préfèrent décrire une fausse réalité que les atrocités qu'ils vivent au quotidien. 
La censure et la manipulation de l'information, aussi bien dans la presse que dans les cartes postales, contribue aussi à accroitre encore davantage le fossé entre l'arrière et le  front. En effet, en cachant en partie la réalité du conflit aux civils (notamment pour les rassurer et pour éviter leurs critiques), les autorités créent indirectement de la frustration chez les soldats qui se sentent bien souvent incompris.
Les dessins sur les cartes postales sont notamment utilisés en lieu et place des photographies qui sont plus souvent censurées. C'est le cas pour certaines scènes de bombardements ou de ruines, comme celles de la bibliothèque de Louvain incendiée en août 1914.
Les cartes postales sur lesquelles sont représentées des femmes, afin de divertir les soldats, échappent à la censure.